# Inocellia fulvostigmata
Inocellia fulvostigmata is een kameelhalsvliegensoort uit de familie van de Inocelliidae. De soort komt voor in Afghanistan, Pakistan en India.
Inocellia fulvostigmata werd voor het eerst wetenschappelijk beschreven door U. Aspöck & H. Aspöck in 1968.